# Banque centrale du Belize
La Banque centrale du Bélize (en anglais Central Bank of Belize) est la banque centrale du Bélize.

## Histoire
Le Conseil des commissaires de la monnaie fut créé en 1894, auquel succéda l’Autorité monétaire du Bélize en 1976 puis l'actuelle banque centrale au 1er janvier 1982.